# Miyawaka
Miyawaka (japanska: 宮若市?, Miyawaka-shi) är en stad i Fukuoka prefektur i södra Japan. Staden fick stadsrättigheter 2006.
Toyota har sedan 1992 en fabrik i staden.